# ماركس دورموا (مترو باريس)
ماركس دورموا (بالفرنسية: Marx Dormoy)‏ هي محطة مترو تابعة لمترو باريس تقع في فرنسا في الدائرة الثامنة عشرة في باريس.[بحاجة لمصدر]